# Syd Ball
Syd Ball (Sydney, 24 gennaio 1950) è un ex tennista australiano.

## Carriera
Ha ottenuto migliori risultati nel doppio, in questa specialità ha vinto sette tornei su ventuno finali raggiunte.
Nei tornei dello Slam il risultato migliore è la finale degli Australian Open 1974, raggiunta in coppia con Bob Giltinan, mentre nel singolare si è avventurato fino al quarto turno durante gli US Open 1974 dove viene eliminato da Stan Smith.
In Coppa Davis ha giocato un solo match con la squadra australiana vincendolo.
Il figlio Carsten è a sua volta un tennista professionista.

## Statistiche

### Doppio

#### Vittorie (7)
| Numero | Anno | Torneo                                 | Superficie | Compagno      | Avversari in finale            | Punteggio     |
| 1.     | 1974 | Philippine International, Manila       | Cemento    | Ross Case     | Mike Estep Marcelo Lara        | 6–3, 7–6, 9–7 |
| 2.     | 1976 | Little Rock Open, Little Rock          | Sintetico  | Ray Ruffels   | Giuliano Pecci Haroon Rahim    | 6–3, 6–7, 6–3 |
| 3.     | 1976 | South Pacific Tennis Classic, Brisbane | Erba       | Kim Warwick   | Ismail El Shafei Brian Fairlie | 6–4, 6–4      |
| 4.     | 1976 | Medibank International, Sydney         | Erba       | Kim Warwick   | Mark Edmondson John Marks      | 6–3, 6–4      |
| 5.     | 1977 | Hong Kong Open, Hong Kong              | Cemento    | Kim Warwick   | Marty Riessen Roscoe Tanner    | 7–6, 6–3      |
| 6.     | 1977 | ATP Adelaide, Adelaide                 | Erba       | Kim Warwick   | John Alexander Phil Dent       | 3–6, 7–6, 6–4 |
| 7.     | 1980 | Western Australian Open, Perth         | Cemento    | Cliff Letcher | Dale Collings Dick Crealy      | 6–3, 6–4      |